# Asterix och Latraviata
Asterix och Latraviata (franska: Astérix et Latraviata) är det 31:a seriealbumet om Asterix. Albumet är skapat av Albert Uderzo och publicerades år 2001.

## Handling
På olika vägar har en viss hjälm med vidhängande svärd hamnat i den galliska byn (se "Caesars gåva"). Den romerska prefekten försöker komma åt dem, och uppdrar därför åt en känd skådespelerska, Latraviata, att föreställa den galliska mön Lillfixa, som drabbats av minnesförlust. Hon anländer till byn och åstadkommer genast förvirring för Asterix och Obelix (som just då pressas av sina mödrar att hitta hustrur åt sig). Kaoset fullbordas då den riktiga Lillfixa anar att något är på tok, och dyker upp på vägen till byn. Genom sedvanliga förvecklingar med hjälp av trolldrycken och en viss inblandning av vännernas fäder, avstyrs prefektens planer. Den först så snorkiga Latraviata blir vän med Lillfixa, och allting slutar lyckligt med den traditionella vildsvinsmiddagen.
Det här är första gången som Asterix' och Obelix' föräldrar förekommer (eller ens omnämns) i hela serien. Den vackra galliskan Lillfixa och hennes fästman Tragicomix var med tidigare i Asterix drar i fält, och legionären Romeomontagius är ett återseende från Caesars gåva. I albumet firar Asterix och Obelix födelsedag samtidigt, men i Obelix & Co så firar Obelix själv. Priset som Latraviata får är en parodi på det franska filmpriset César du cinéma som Académie des Arts et Techniques du Cinema delar ut. Priset för bästa skådespelerska gavs för första gången 1976 till Romy Schneider som till utseendet påminner om en omaskerad Latriviata.

## På andra språk
- Danska: Asterix og Latraviata
- Engelska: Asterix and the Actress
- Finska: Asterix ja Latraviata
- Grekiska: Ο Αστερίξ και η Λατραβιάτα
- Holländska: Asterix en Latraviata
- Italienska: Asterix e Latraviata
- Katalanska: Astèrix i Latraviata
- Latin: Asterix et Latriviata
- Portugisiska: Astérix e Latraviata
- Polska: Asteriks i Latraviata
- Spanska: Astérix y Latraviata
- Turkiska: Asteriks ve Latraviata
- Tyska: Asterix und Latraviata